# Coelogyne taronensis
Espèce
Coelogyne taronensis est une espèce d'orchidées du genre Coelogyne originaire de Chine.